# Барон Генлі

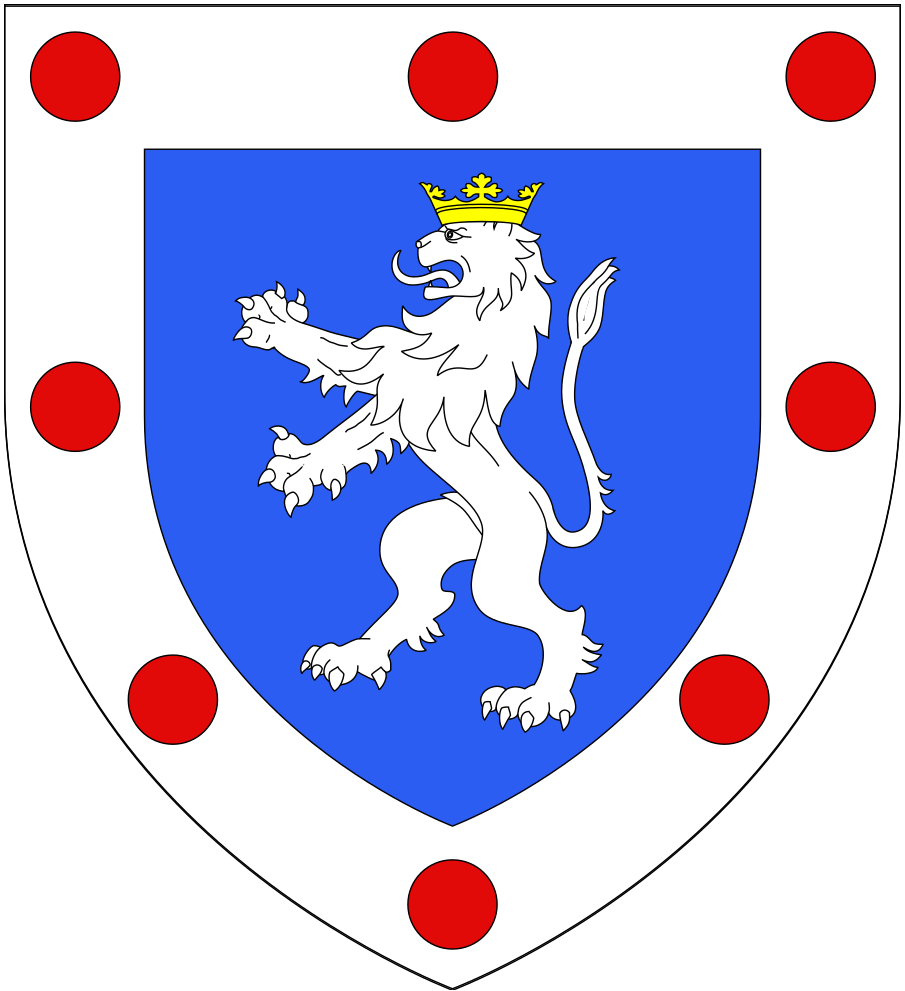
Герб баронів Генлі.

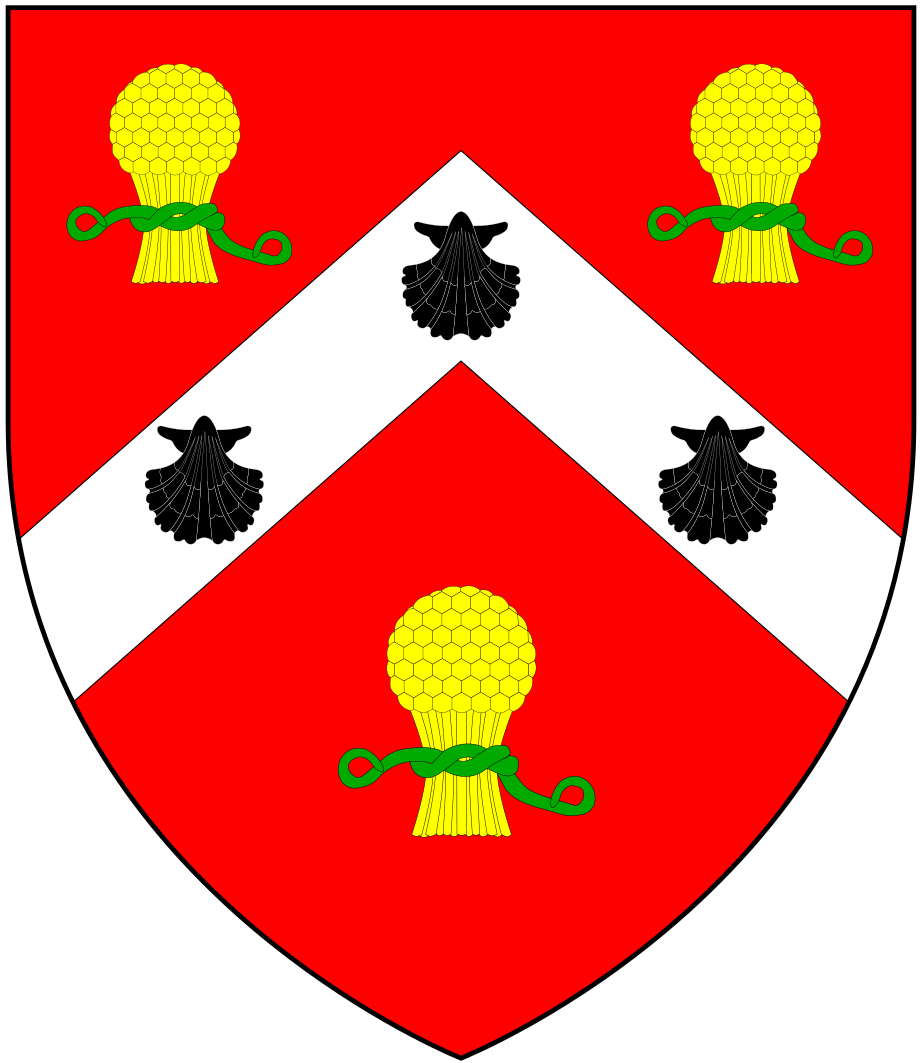
Герб роду Іден.

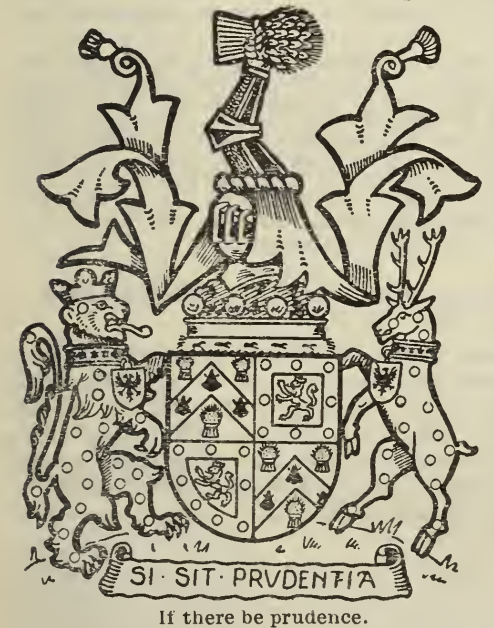
Герб баронів Генлі.

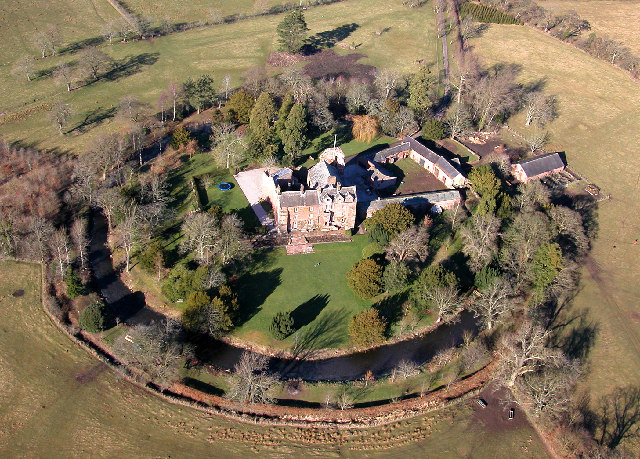
Замок Скейблі – родове гніздо баронів Генлі.

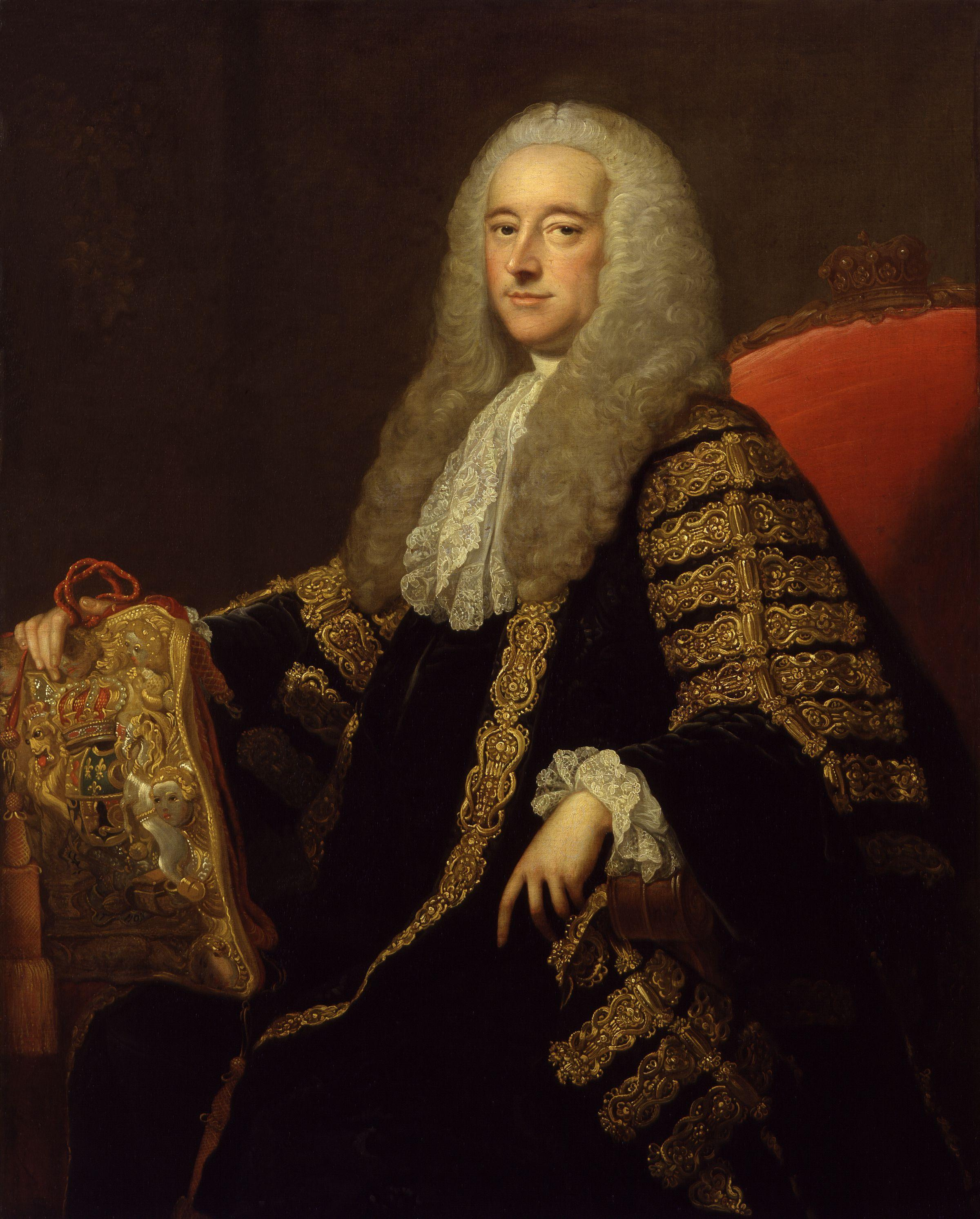
Роберт Генлі – І граф Нортінгтон.

Барон Генлі  (англ. – Baron Henley) – аристократичний титул в перстві Ірландії.

## Історія баронів Генлі
Титул барон Генлі створювався двічі: спочатку в перстві Великобританії, потім в перстві Ірландії. Перше створення титулу відбулось в 1760 році для сера Роберта Генлі верховного лорд-канцлера Великобританії. Тоді він отримав титули лорд Генлі та барон Грейндж з графства Саутгемптон. У 1764 році він отримав титул графа Нортінгтон. Після смерті його сина, що став ІІ графом Нортінгтон, титули зникли. Леді Елізабет Генлі – молодша дочка І графа і спадкоємиця ІІ графа вийшла заміж за дипломата Мортона Ідена. У 1799 році титул барон Генлі було відновлено, коли лорд Іден отримав титул барона Генлі з Чардстока, що в графстві Дорсет. Титул був створений в перстві Ірландії. Його син успадкував титул і став ІІ бароном Генлі. Він змінив прізвище з Іден на Генлі, опублікував біографію свого діда по материнській лінії. Його син успадкував титул, став ІІІ бароном Генлі. Він був обраний депутатом парламенту від Нортгемптона, належав до партії лібералів. У 1885 році він отримав титул барона Нортігтон з Вотфорда, що в графстві Нортгемптон. Титул був створений в перстві Об’єднаного Королівства Великобританії та Ірландії. Цей титул давав цим баронам автоматично місце в Палаті лордів парламенту. IV барон Генлі – Фредерік Генлі був освіченою людиною, служив у Нортгемптонширі і одружився з Августою – дочкою Герберта Ленгема – ХІІ баронета Ленгем. 
Його молодший син успадкував титул і став VI бароном Генлі. Він повернув собі прізвище Іден в 1925 році, коли успадкував всі титули від свого зведеного брата. На сьогодні титулом барон Генлі володіє його онук, що став VIII бароном Генлі, що успадкував цей титул у 1977 році. Він належить до партії консерваторів, служив в адміністраціях Маргарет Тетчер, Джона Мейджора, Девіда Кемерона. Лорд Генлі на сьогодні є одним з 99 спадкових перів, що лишилися в Палаті лордів після прийняття закону про Палату лордів у 1999 році. Барони Генлі належать до відомої старовинної родини Іден. І барон Генлі був п’ятим сином сера Роберта Ідена – ІІІ баронета Західного Окленду, молодшим братом Вільяма Ідена – І баронета Меріленду, що був другим сином ІІІ баронета Західного Окленда, бів прапрапрадідом прем’єр-міністра Ентоні Ідена – І графа Ейвона, дідом політика консерватора Джона Бенетикта Ідена – барона Ідена з Вінтона. 
Родовим гніздом баронів Генлі є замок Скейблі, що біля Карлайла, Камбрія.

## Барони Генлі (перше створення титулу, 1760)
- Роберт Генлі (1708 – 1772) – І барон Генлі (нагороджений титулом граф Нортінгтон у 1764 році)

## Графи Нортінгтон (1764)
- Роберт Генлі (1708 – 1772) – І граф Нортінгтон
- Роберт Генлі (1747 – 1786) – ІІ граф Нортінгтон

## Барни Генлі (друге створення титулу, 1799)
- Мортон Іден (1752 – 1830) – І барон Генлі
- Роберт Генлі Генлі (1789 – 1841) – ІІ барон Генлі
- Ентоні Генлі Генлі (1825 – 1898) – ІІІ барон Генлі (нагороджений титулом барон Нортінгтон у 1885 році)
- Фредерік Генлі Генлі (1849 – 1923) – IV барон Генлі, II барон Нортінгтон
- Ентоні Ернест Генлі Генлі (1858 – 1925) – V барон Генлі, III барон Нортінгтон
- Френсіс Роберт Іден (1877 – 1962) – VI барон Генлі, IV барон Нортінгтон
- Майкл Френсіс Іден (1914 – 1977) – VII барон Генлі, V барон Нортінгтон
- Олівер Майкл Роберт Іден (1953 р. н.) – VIII барон Генлі, VI барон Нортінгтон

Спадкоємцем титулу є син теперішнього власника титулу його ясновельможність Джон Майкл Олівер Іден (1988 р. н.). 